# Betico Croes

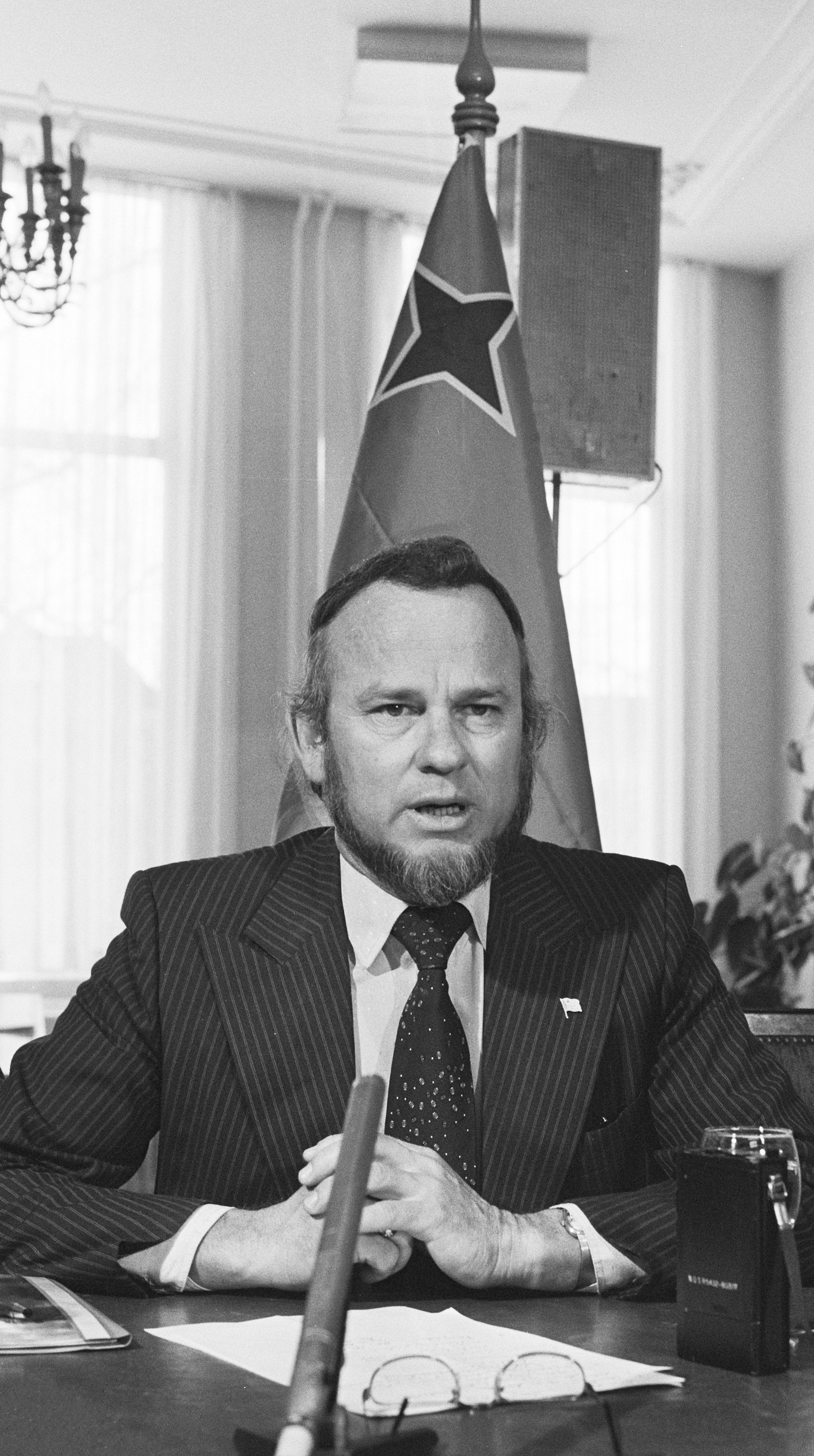
Betico Croes, 1982

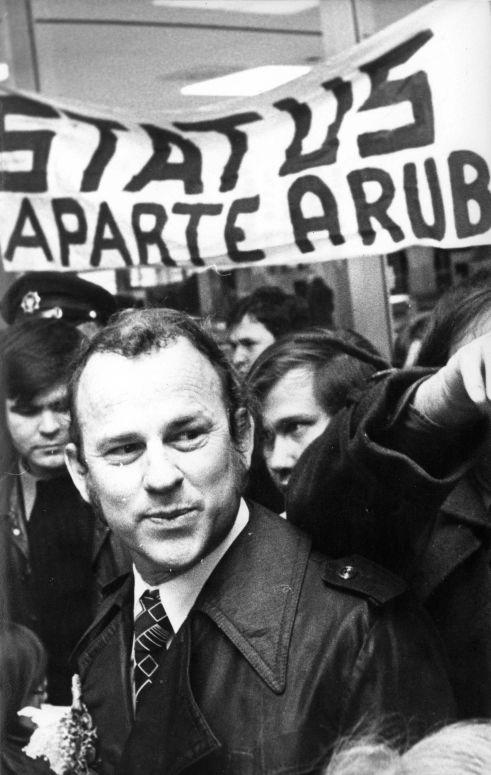
Betico Croes auf dem Flughafen Schiphol, Amsterdam am 31. Januar 1976

Betico Croes (eigentlich Gilberto François Croes, * 25. Januar 1938 in Santa Cruz, Aruba; † 26. November 1986 in Utrecht, Niederlande) war ein arubanischer Politiker, Aktivist und Befürworter der Unabhängigkeitsbewegung auf der Insel Aruba. 

## Leben
Nach dem Schulabschluss der Sekundarstufe II in Aruba studierte er in den Niederlanden an der Pädagogischen Akademie in Hilversum. Im Jahre 1959 erhielt er sein Zertifikat als Schulleiter. Zurück in Aruba, begann er in der St. Joseph-Schule und dem Antonius College in Santa Cruz seine Lehrtätigkeit. 
1967 begann Betico Croes seine politische Karriere. 1971 gründete er zusammen mit Watty Vos, Daniel Leo und Efrem de Kort die sozialdemokratische Partei Movimiento Electoral di Pueblo. Seit der Gründung der Partei, war er bis zu seinem Tode Präsident und Parteichef. 1975 wurde MEP unter der Leitung von Betico Croes die größte politische Partei auf Aruba. Als Abgeordneter setzte er sich für einen separaten Status für Aruba im Königreich der Niederlande ein. 1976 wurde unter seiner Federführung die Nationalhymne Aruba Dushi Tera und Flagge Arubas eingeführt. Croes und die MEP strebten einem separaten Status außerhalb der Niederländischen Antillen für Aruba innerhalb des Königreichs der Niederlande an.
Durch seine Initiative erfolgte die Trennung Arubas von den Niederländischen Antillen. Betico Croes führte schließlich die Aruba-Delegation in den entscheidenden Konferenzen in den Niederlanden im Februar 1981 und im März 1983, in denen Aruba den gewünschten separaten Status zum 1. Januar 1986 durchsetzen konnte. 
Croes wurde bei einem tragischen Autounfall am 31. Dezember 1985 so schwer verletzt, dass er ins Koma fiel und 11 Monate später verstarb. Betico Croes konnte somit die vollständige Unabhängigkeit am 18. März 1996 nicht mehr miterleben. Betico Croes hatte zwei Söhne und zwei Töchter. 
Er wird von seinen Anhängern als Libertador di Aruba bezeichnet. Das berühmteste Zitat von Betico Croes ist ohne Zweifel: „Si mi cai nach caminda, gara e bandera y sigui cu e lucha“ (Ja, wenn ich gefallen bin stehe ich auf, ergreife die Flagge und setze den Kampf fort).

## Postum

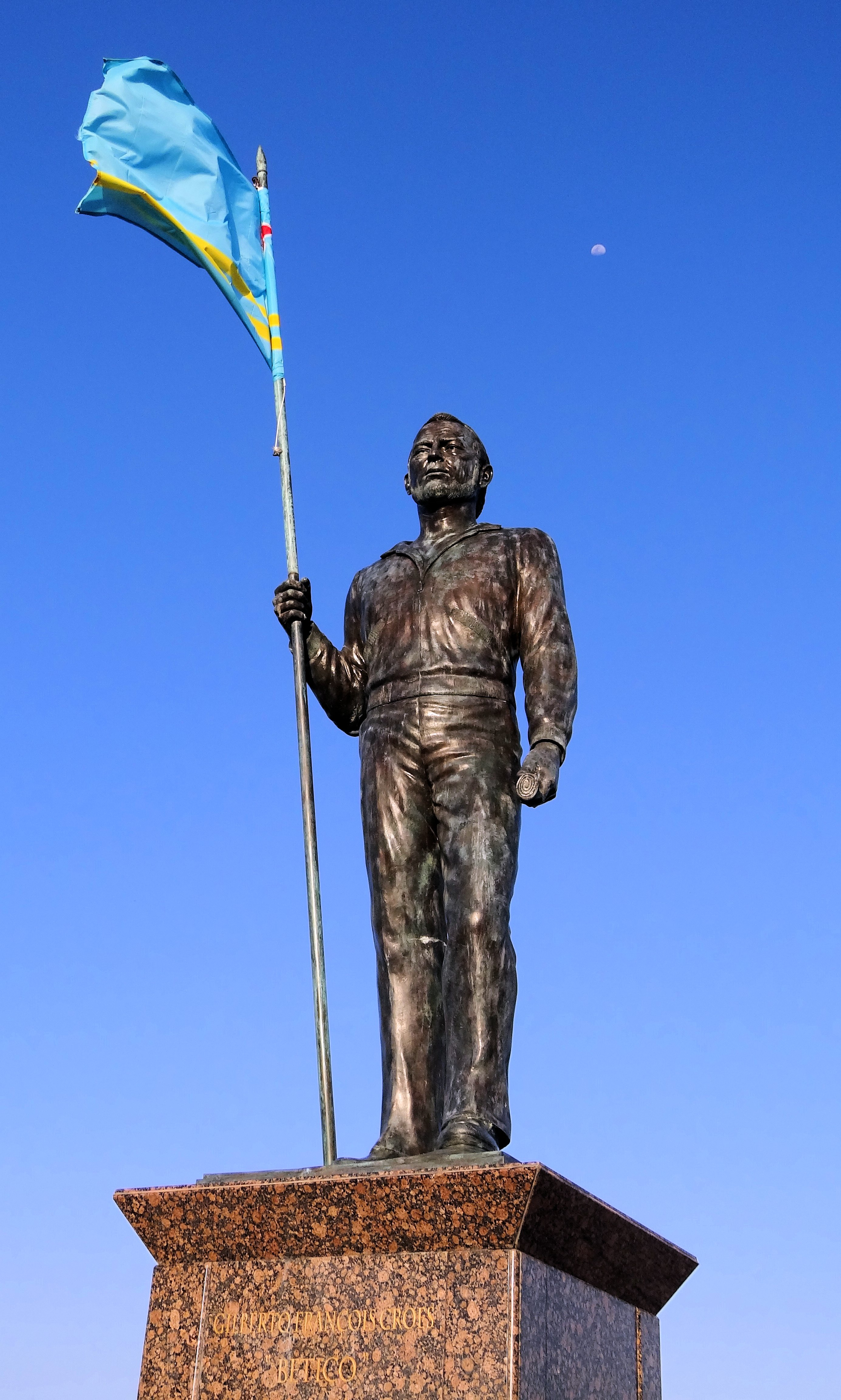
Betico-Croes-Denkmal in Oranjestad

- Arubas offizieller nationaler Feiertag auf seinen Geburtstag, den 25. Januar, festgelegt.[3]
- Die Haupteinkaufsstraße von Oranjestad wurde nach ihm benannt.
- Ein Denkmal befindet sich auf Platz Libertador in Oranjestad.
- Der Platz hinter dem Cas di Cultura (Kulturzentrum) ist nach ihm benannt.
- 1996 wurde von der Post Aruba eine Briefmarke mit einem Bild von Croes herausgeben.